# Marimar
„Marimar” este o telenovelă mexicană cu Thalía și cu Eduardo Capetillo.

### Cast
- Thalía as María del Mar „MariMar” Aldama Pérez, alias „Bella Aldama”
- Eduardo Capetillo as Sergio Santibáñez
- Chantal Andere as Angélica de Santibáñez (mama vitregă a lui Sergio)
- Alfonso Iturralde as Renato Santibáñez (tatăl lui Sergio)
- Miguel Palmer as Gustavo Aldama
- Pituka de Foronda as Tía Esperanza
- Ada Carrasco as Mamá Cruz
- Tito Guízar as Papá Pancho
- Daniel Gaurvy as Arturo
- René Muñoz as Padre Porres
- Marisol Santacruz as Monica
- Ricardo Blume as Fernando Montenegro
- Guillermo García Cantú as Bernando Duarte
- Frances Ondiviela as Brenda Icaza
- Amairani as Natalia Montenegro
- Patricia Navidad as Isabel Estrada
- Indra Zuno as Inocencia del Castillo y Corcuera
- Fernando Colunga as Adrián Rosales